# Nick Travis

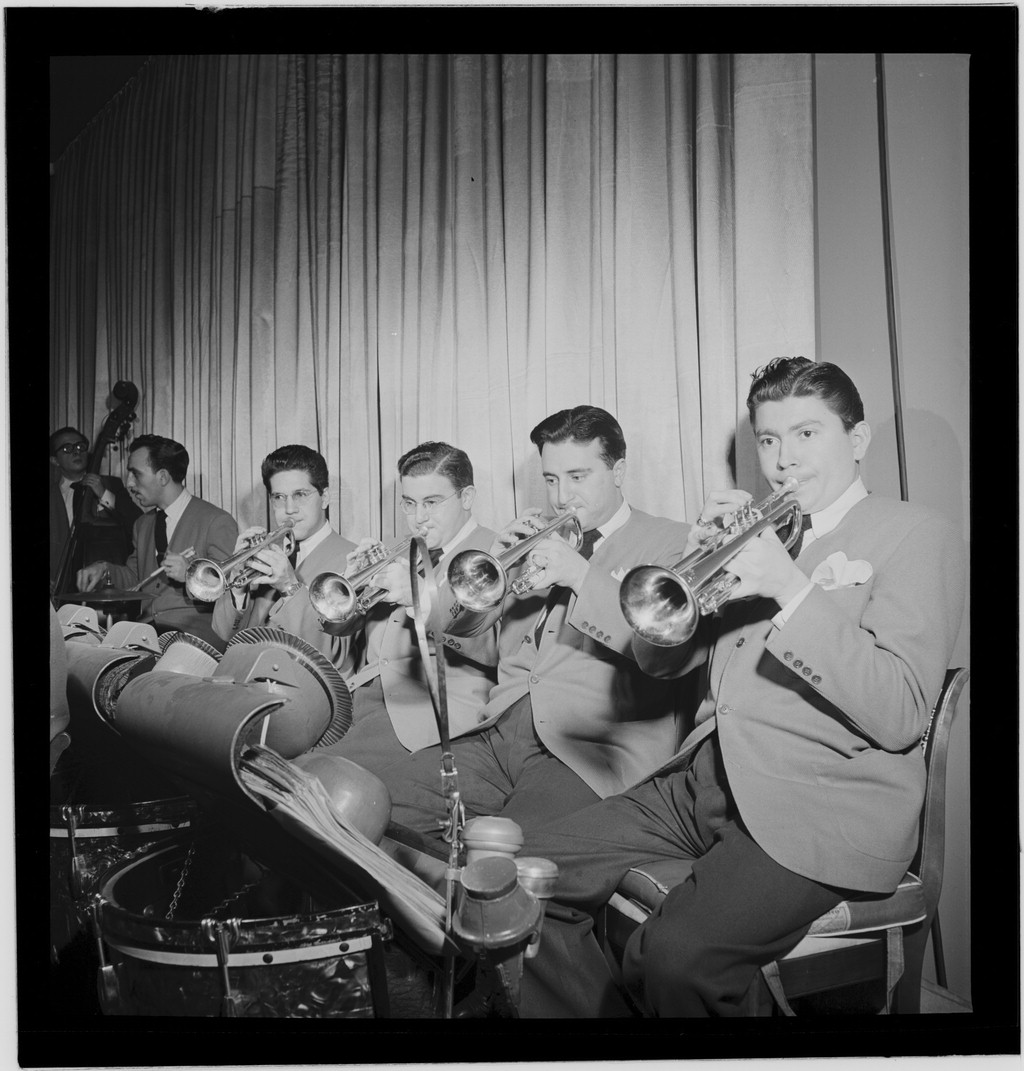
Porträt von John Chance (Bass), Paul Kashishian (Schlagzeug) sowie der Trompeter Nick Travis, Chuck Genduso, Joe Ferrante und Curly Broyles, die in den späten 1940er-Jahren die Trumpet Section bei Ray McKinley And His Orchestra bildeten. Aufnahme aus dem Hotel Commodore, Century Room, New York, N.Y., ca. Januar 1947, Foto von William P. Gottlieb.

Nick Travis, eigentlich Nicholas Anthony Traviscio (* 16. November 1925 in Philadelphia; † 7. Oktober 1964 in New York City) war ein amerikanischer Jazztrompeter. Er spielte in den Orchestern von Benny Goodman, Woody Herman und Eddie Sauter.

## Leben und Wirken
Nick Travis wurde 1942 Berufsmusiker und spielte zunächst bei Vido Musso 1942, zeitweise auch bei Woody Herman and His Orchestra (1942–44) und Ray McKinley (1946–49), später bei Benny Goodman (1949). Nach seinem Engagement im Sauter-Finegan Orchestra von 1953 bis 1956 war Travis hauptsächlich als Studiomusiker beim Sender NBC in New York beschäftigt.
In den 1950er Jahren entstanden außerdem Einspielungen mit Manny Albam, Tony Aless, Al Cohn, Bill Holman, Elliot Lawrence, Tom Talbert und Zoot Sims sowie ein Album unter eigenem Namen. In den frühen 1960er Jahren spielte Travis noch auf Aufnahmen mit Cannonball Adderley, Bob Brookmeyer, Chris Connor, Eric Dolphy, Dizzy Gillespie, Thelonious Monk, Mark Murphy, Maynard Ferguson und in der Gerry Mulligan Concert Jazz Band.

## Diskografie (Auswahl)
Als Leader
- Nick Travis Quintet: The Panic Is On (RCA Victor, 1954) mit Al Cohn (ts), John Williams (p), Teddy Kotick (b), Art Mardigan (dr)

Als Sideman
- Gerry Mulligan: Mulligan Plays Mulligan (Prestige Records, 1951)
- Al Cohn: Cohn’s Tones, 1950/53 (Savoy Records, 1956)
- Sauter-Finegan Orchestra New Directions In Music (RCA Victor 1952–1958)
- Maynard Ferguson: The Birdland Dreamband (Vik, 1956)
- Zoot Sims: Zoot! (Riverside Records, 1956)[1]
- Woody Herman: The Herd Rides Again ... in Stereo (Everest Records, 1958)
- Cannonball Adderley: African Waltz (Riverside Records, 1961)
- Dizzy Gillespie: Carnegie Hall Concert, 1961 (Verve Records, 1962)
- Mark Murphy: That’s How I Love The Blues! (Riverside Records, 1962)
- Thelonious Monk: Big Band and Quartet in Concert (Columbia, 1964)
- Stan Getz, Eddie Sauter Orchestra: Mickey One (MGM Records, 1965)